# Alexander Loyd

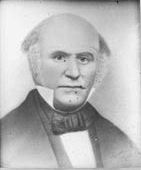
Alexander Loyd

Alexander Loyd (* 19. August 1805 im Orange County, New York; † 7. Mai 1872 in Lyons, Illinois) war ein US-amerikanischer Politiker. In den Jahren 1840 und 1841 war er der vierte Bürgermeister der Stadt Chicago.

## Werdegang
Der Nachname von Alexander Loyd wird manchmal auch Lloyd geschrieben. 1833 kam er nach Chicago, das damals gerade gegründet wurde. Er betrieb einen Kurzwaren- und einen Lebensmittelladen und wurde bald als Bauunternehmer tätig. Politisch schloss er sich der Demokratischen Partei an. Im Jahr 1835 wurde er Mitglied im Stadtrat. Er gehörte auch der Freiwilligen Feuerwehr Chicago an, deren Leitung er 1838 für ein Jahr übernahm.
Bei den Bürgermeisterwahlen des Jahres 1840 schlug er den Amtsinhaber Benjamin Wright Raymond von der Whig Party. Damit konnte er für ein Jahr das Amt des Bürgermeisters von Chicago ausüben. 1842 wurde er Kurator der Schulen des zweiten Schulbezirks seiner Stadt. 1850 zog er erneut in den Stadtrat ein, wo er einige Jahre verblieb. Ansonsten setzte er seine berufliche Laufbahn fort. Alexander Loyd starb am 7. Mai 1872 in Lyons, einem Vorort Chicagos.